# 阿格旺布
阿格旺布（藏語：ངག་གི་དབང་པོ，威利转写：ngag gi dbang po；1439年—1491年），《明史》上作阿吉汪束札巴，西藏歷史上帕木竹巴的第八代第悉，明代藏传佛教帕竹噶举派人物，藏族。
他的祖父释迦仁钦是第五代第悉札巴坚赞的弟弟桑結堅贊，父亲第六代第悉札巴迥乃。札巴坚赞兄弟六人只有桑結堅贊娶妻生子。1445年，札巴迥乃去世后，他年仅七岁。1448年，札巴迥乃的弟弟貢噶勒巴继承第悉，桑結堅贊于1454年命他为京俄。桑結堅贊死后，他避居札喀、嘉桑等地，因为仁蚌巴的支持，貢噶勒巴没有废除他京俄的名义。1471年，他回到丹萨替寺担任京俄。1480年，仁蚌巴顿月多吉在乃东集会，请貢噶勒巴退位到官萨居住。1481年，迎京俄阿格旺布担任第悉，他娶仲喀哇家族的女儿为妻，1488年，生下儿子阿旺札西札巴。他在位时，仁蚌巴措杰多吉为伦钦掌握实权。他把主要精力用在宗教事务上，帕木竹巴内争开始恢复平静。1491年阿格旺布去世，阿旺札西札巴三岁，由措杰多吉摄政。明孝宗于阿格旺布死后六年的弘治十年（1497年）才追封他为阐化王。